# Jasone Osoro
Jasone Osoro Igartua (Elgoibar, Guipúzcoa, 12 de agosto de 1971) es una periodista y escritora española que escribe en euskera. 

## Biografía
Jasone Osoro nació en Elgoibar en 1971. Es licenciada en Ciencias de la información por la UPV-EHU y obtuvo un postgrado de Guion de cine en Barcelona, con la ayuda de una beca concedida por la Diputación Foral de Guipúzcoa en 2002.

## Trayectoria
Entre 1994 y 1999, trabajó como redactora en la revista local Barren de Elgoibar. entre 1996 y 1998, fue coordinadora de la revista literaria Laiotz, de la asociación cultural Elgoibarko Izarra y escrbiió la guía de caseríos Elgoibarko baserriak, publicada en 1997.
En 1998, publicó el libro de relatos Tentazioak (Elkarlanean), la biografía de la bailarina Isadora Duncan (Elkarlanean) y el cuento Mendekua en la recopilación Euskal idazleen ipuin erotikoak, editada por Txalaparta. También ha colaborado en otras colecciones de cuentos, como Gutiziak (2000, Txalaparta) o Bakarrizketak (2001, Alberdania).
En 2000, ganó un accésit en la Beca Igartza para nuevos autores, instituida por el Ayuntamiento de Beasáin y la empresa CAF. El trabajo merecedor de la beca se publicó con el título Korapiloak (Elkar, 2001), con diecisiete narraciones breves y otros tantos poemas.
En 2001, publicó su primer libro dirigido al público juvenil Jara, personaje que retomó en Jara, bikiak eta bikoteak (2005), Jara Bartzelonan (2007) y Jara live (2010), todos editados por Zubia. También dentro de la literatura juvenil, se encuentra Ezekiel (Elkar, 2009). En 2003 escribió su primera novela para personas adultas: Greta. En la obra Bi marra arrosa (Txalaparta, 2009), realiza una crónica personal de su primer embarazo. En 2015, publicó la novela 12etan bermuta.
Ha trabajado como guionista en programas de Euskal Telebista, entre ellos Goenkale y Hasiberriak, Wazemank y Horrelakoa da bizitza. Desde 1999, ejerce de columnista en varios periódicos, entre ellos El Diario Vasco y Gara. Dirige Berbak, una empresa que ofrece servicios literarios y periodísticos.

## Obras

### Narración
- Tentazioak (1998, Elkar)
- Korapiloak (2001, Elkar) | Desnudos (2002, Seix Barral).[6]

### Novela
- Greta (2003, Elkar) | Greta (2007, Seix Barral)[7]
- Bi marra arrosa (2009, Txalaparta)
- 12etan bermuta (2015, Elkar)

### Literatura infantil y juvenil
- Mendekua (1998, recopilación Euskal idazleen ipuin erotikoak, editada por Txalaparta)
- Jara (2001, Alfaguara-Zubia)
- Nora eta otsoak (2002, Baigorri)
- Jara, bikiak eta bikoteak (2005, Alfaguara-Zubia)
- Jara Bartzelonan (2007, Alfaguara-Zubia)
- Ezekiel (2009, Elkarlanean)
- Jara live (2010, Alfaguara-Zubia)
- Ezekiel nora ezean  (2012, Elkar)
- Titiriteroen ipuina Braulio lehoiaren ipuina (2012, Urtxintxa)
- Muma manua (2014, Ibaizabal)
- Festa (2021, Elkar)

### Biografía
- Isadora (1998, Elkar)

### Guías
- Elgoibarko baserriak (1997, Debemen)

## Premios y reconocimientos
- Con Tentazioak, ganó el Premio Zazpi Kale a la obra en euskera más vendida en el Día del Libro de Bilbao.[1]
- En el año 2000 ganó un accésit en la Beca Igartza para nuevos autores, instituida por el Ayuntamiento de Beasáin y la empresa CAF.[1]
- En 2001, con Korapiloak, ganó el Premio Euskadi de Plata, instituido por el gremio de libreros, el año de su publicación, por sus buenas ventas.
- En 2015, obtuvo la Beca “XVI. Agustin Zubikarai” para publicar 12etan bermuta.[4]